# 生理学研究所
生理学研究所（せいりがくけんきゅうじょ、英語: National Institute for Physiological Sciences）は、自然科学研究機構を構成する、愛知県岡崎市にある大学共同利用機関。人体基礎生理学分野における日本の中核的な国立研究所である。人体の生命活動を総合的に解明することを目標に研究活動を行っている。
国家事業であるナショナルバイオリソースプロジェクトのニホンザル分野を担当している。

## 概要
2017年5月現在、以下の4つの研究領域と4つの研究施設及び技術課を有している。
- 研究系
  - 分子細胞生理研究領域
  - 生体機能調節研究領域
  - 基盤神経科学研究領域
  - システム脳科学研究領域
- 研究施設
  - 研究連携センター
  - 脳機能計測・支援センター
  - 行動・代謝分子解析センター
  - 情報 処理・発信センター
  - 動物資源共同利用研究センター

また、動物実験センター、生命創成探究センターとも連携している。経理など管理業務は岡崎統合事務センターで行われている。
総合研究大学院大学の大学院生に対する教育も実施している。

## 沿革
- 1967年11月 - 日本学術会議は第49回総会において、人体基礎生理学研究所（仮称）の設立について内閣総理大臣に勧告。
- 1977年5月2日 - 文部省生物科学総合研究機構の研究機関として、生物科学総合研究機構（基礎生物学研究所、生理学研究所）が創設される[5]。
- 1981年4月 - 生物科学総合研究機構は分子科学研究所と統合され岡崎国立共同研究機構となる。
- 2004年4月 - 統合再編及び法人化により、大学共同利用機関法人自然科学研究機構となる。

## 歴代所長
| 代   | 氏名       | 就任日       | 退任日        | 備考                                      |
| ---- | ---------- | ------------ | ------------- | ----------------------------------------- |
| 初代 |            |              |               |                                           |
| 2代  | 江橋節郎   | 1985年4月1日 | 1991年3月31日 |                                           |
| 3代  | 濱清       | 1991年4月1日 | 1997年3月31日 | 1997年4月、岡崎国立共同研究機構長に就任。 |
| 4代  | 佐々木和夫 | 1997年4月1日 |               |                                           |
| 5代  |            |              |               |                                           |
| 6代  | 岡田泰伸   | 2007年4月1日 | 2013年3月31日 |                                           |
| 7代  | 井本敬二   | 2013年4月1日 | 2019年3月31日 |                                           |
| 8代  | 鍋倉淳一   | 2019年4月1日 |               |                                           |

## 一般公開
3年に一度、秋に研究施設の一般公開が行われる。前回の一般公開は、2017年10月21日に行われた。

## アクセス
名古屋鉄道本線東岡崎駅が最寄り駅。東海道新幹線豊橋駅、名古屋駅（あるいは金山駅までJR東海道線か中央線で行っても良い）にて名鉄本線へ乗り換えで、いずれも30分程度。中部国際空港からは東岡崎駅へは名鉄が利用できる他、直行バスもある。いずれも1時間程度。駅から南口を出て徒歩5分程度。